# Eccymatoge callizona
Eccymatoge callizona är en fjärilsart som beskrevs av Oswald Beltram Lower 1894. Eccymatoge callizona ingår i släktet Eccymatoge och familjen mätare. Inga underarter finns listade i Catalogue of Life.